# نينجا ثيوري
نينجا ثيوري (بالإنجليزية: Ninja Theory)‏ هي شركة بريطانية لتطوير ألعاب الفيديو تأسست في الأصل تحت اسم " Just Add Monsters"، مقرها كامبريدج، إنجلترا، تأسست سنة 2004.
في مؤتمر شركة كابكوم في معرض ألعاب طوكيو 2010 أعلنت أن نينجا ثيوري سوف تقوم بتطوير الجزء الجديد من السلسلة الشهيرة ديفل ماي كراي باسم دي إم سي ديفل ماي كراي والذي صدر في سنة 2012.

## الألعاب
- Kung Fu Chaos (2003)
- هيفنلي سورد (2007)
- إنسليفد: أوديسي تو ذا ويست (2010)
- دي إم سي ديفل ماي كراي (2012)
- هيل بليد: سنواز سكريفايس (2017)